# Col de la Croix du Fau
Le col de la Croix du Fau est un col de la Margeride, région montagneuse du Massif central, situé dans le département de la Lozère sur la commune de Saint-Privat-du-Fau, à 1 268 m d'altitude.

## Toponymie
Fau ou fayard, fau en occitan désigne le hêtre et il se trouve qu'il est en profusion dans le secteur.

## Géographie

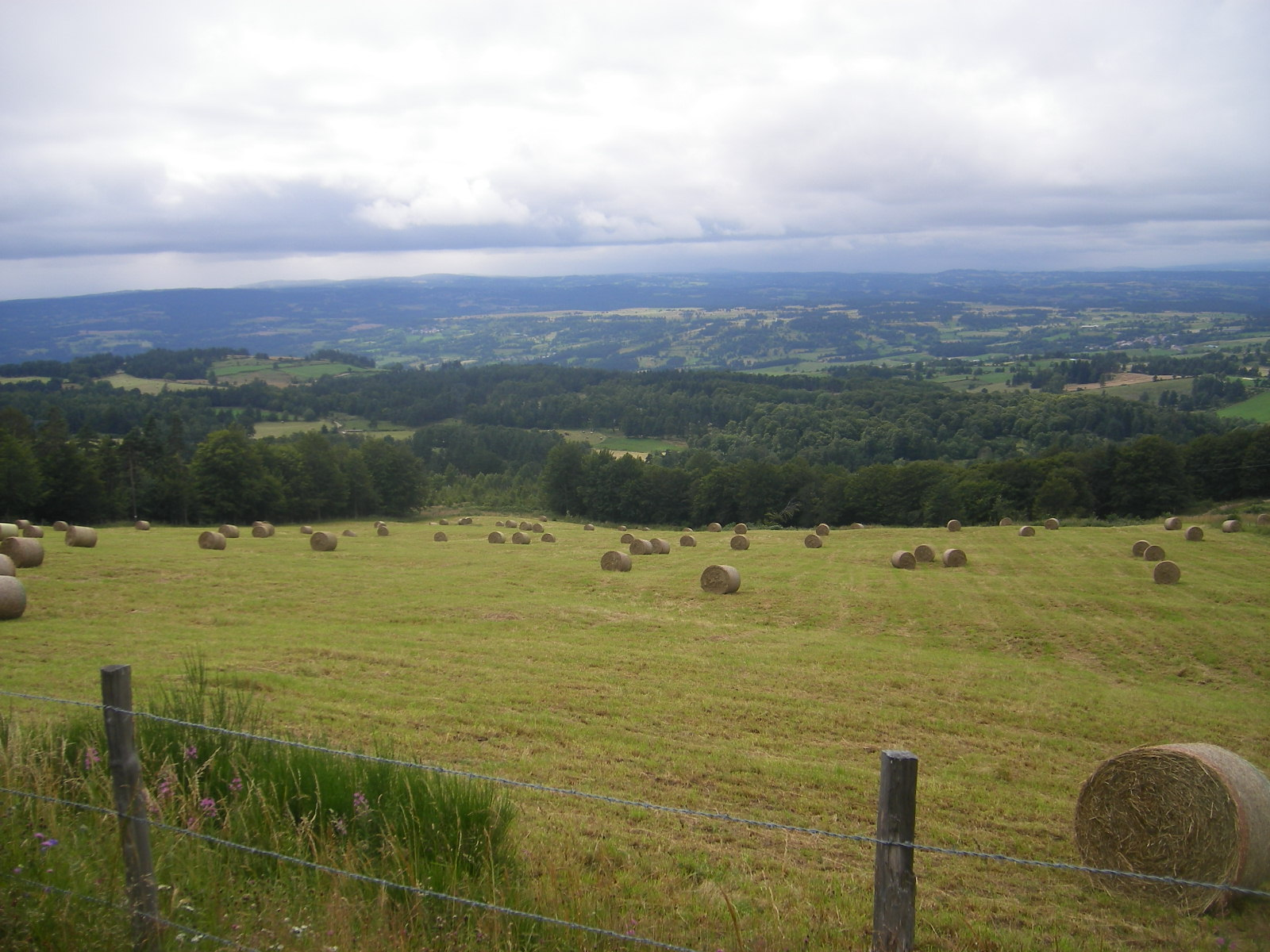
Vue sur la D 989 près du col.

Le col de la Croix du Fau est entre les sommets du truc du Viala et du mont Grand, on y accède en prenant la D 989 depuis le Malzieu-Ville ou Paulhac-en-Margeride.
Le col est un endroit idéal pour observer la migration des colombidés et turdidés. La vue embrasse la Margeride, l'Aubrac, le pays de Saint-Flour et il est également possible d'apercevoir le viaduc de Garabit depuis les abords sud du col.

## Patrimoine
Une statue du Christ en croix réalisée en bois doré datant du XVIIIe siècle orne la Croix du Fau et est inscrit monument historique au titre d'objet depuis le 21 septembre 2004.

## Randonnée
Le sentier de grande randonnée de pays Tour de la Margeride y passe.